# Bastav
Bastav (serbisches-kyrillisch: Бастав) ist ein Dorf in Westserbien. Das Dorf liegt westlich der Gemeindehauptstadt Osečina. Bastav hieß früher Mali Bratačić.

## Geographie und Bevölkerung
Durch das Dorfgebiet fließt der Fluss Pecka. Bastav liegt in der Opština Osečina, im Okrug Kolubara in Westzentralserbien. Das Dorf hatte bei der Volkszählung 2011 474 Einwohner, während es 2002 noch 591 Einwohner waren. Nach den letzten drei Bevölkerungsstatistiken fällt die Einwohnerzahl weiter. 
Die Bevölkerung setzt sich aus Serbisch-orthodoxen Serben zusammen. Auch leben zwei römisch-katholische Slowenen in Bastav. Der Ort besteht aus 178 Haushalten.

### Demographie
| Jahr | Einwohnerzahl |
| ---- | ------------- |
| 1948 | 1106          |
| 1953 | 1112          |
| 1961 | 1037          |
| 1971 | 925           |
| 1981 | 812           |
| 1991 | 693           |
| 2002 | 591           |
| 2011 | 474           |

## Infrastruktur
Bastav verfügt über eine alte Grundschule und einen Dorfladen. Im Ort steht das denkmalgeschützte Haus, samt umgebenden Nutzgebäuden von Teodor (Tešman) Soldatović aus dem frühen 19. Jahrhundert.

## Belege
- Књига 9, Становништво, упоредни преглед броја становника 1948, 1953, 1961, 1971, 1981, 1991, 2002, подаци по насељима, Републички завод за статистику, Београд, мај 2004, ISBN 86-84433-14-9
- Књига 1, Становништво, национална или етничка припадност, подаци по насељима, Републички завод за статистику, Београд, фебруар 2003, ISBN 86-84433-00-9
- Књига 2, Становништво, пол и старост, подаци по насељима, Републички завод за статистику, Београд, фебруар 2003, ISBN 86-84433-01-7